# Daniel Toroitich arap Moi
Daniel Toroitich arap Moi (Sacho, 2 de setembro de 1924 – Nairóbi, 4 de fevereiro de 2020) foi um professor, político e presidente do Quênia de 1978 até 2004.

## Vida
Nascido em Sacho, no distrito de Baringo, na Província do Vale do Rift, Moi foi criado por sua mãe, Kimoi Chebii, após a morte do seu pai. Depois de completar a educação secundária, cursou o Teacher Training College (colégio de formação de professores) em Kapsabet. Trabalhou como professor de 1946 até 1955.
Moi começou sua carreira política em 1955, quando foi eleito Membro do Conselho Legislativo em representação da província de Rift Valley. Junto a Ronald Ngala, fundou a Kenyan African Democratic Union (KADU, União Democrática Africana do Quênia) em 1960, para enfrentar a Kenyan African National Union (KANU, União Nacional Africana do Quênia) dirigida por Jomo Kenyatta.
Moi foi apoiado por muitos quenianos e era visto como uma figura de união quando assumiu o poder em 1978, na sequência da morte do Presidente Jomo Kenyatta.
Em 1982, o seu Governo alterou a Constituição para impor um regime de partido único. No final do ano, o Exército pôs fim a uma tentativa de golpe de Estado liderada por membros da oposição e alguns oficiais da força aérea. Pelo menos 159 pessoas morreram.
Um relatório da comissão governamental Verdade Justiça e Reconciliação queniana, que avaliou a administração de Moi, concluiu que o regime deteve e torturou sistematicamente ativistas políticos opositores. A mesma comissão verificou também a ocorrência de detenções ilegais e homicídios, incluindo o assassínio do ministro dos Negócios Estrangeiros Robert Ouko. A corrupção, especialmente na distribuição ilegal de terras, estendeu-se a todas as esferas da administração, enquanto o poder político estava concentrado nas mãos de alguns.
Em 1991, Moi cedeu à pressão interna, e também ocidental, e às exigências para a criação de um sistema político multipartidário. No mesmo ano, a polícia matou mais de 20 pessoas numa manifestação. As eleições multipartidárias de 1992 e 1997 foram marcadas pela violência política e étnica.
Quando Moi deixou o poder em 2002, a economia do Quénia, um dos países mais desenvolvidos da África Oriental, apresentava resultados negativos devido à corrupção. Frequentemente, o antigo Presidente acusou o Ocidente pelas dificuldades econômicas sentidas pela população durante o seu mandato.
Moi morreu no dia 4 de fevereiro de 2020, aos 95 anos.